# Thomas Johanson
Thomas Mark Mikael Johanson (* 3. Juni 1969 in Helsinki) ist ein finnischer Segler und Olympiasieger.
Er gewann bei den Olympischen Spielen 2000 in Sydney gemeinsam mit Jyrki Järvi die Goldmedaille in der Klasse 49er. 1993 wurde er Weltmeister in der Bootsklasse Laser. In dieser Klasse wurde er 1991 und 1992 auch Europameister.